# Elatine ojibwayensis
Elatine ojibwayensis là một loài thực vật có hoa trong họ Elatinaceae. Loài này được Garneau mô tả khoa học đầu tiên năm 2006.